# Danaos
Danaos var i grekisk mytologi son till kung Belos av Egypten och najaden Ankhione. Han hade en tvillingbror som hette Aigyptos.
Danaos hade flera hustrur och var far till femtio döttrar, kallade danaiderna.
En av hans hustrur var najaden Polyxo som var mor till döttrarna Autonoe, Theano, Elektra, Kleopatra, Eurydike, Glaukippe, Antheleia, Kleodore, Euippe, Erato, Stygne och Brykne.
Eftersom Aigyptos hade femtio söner ansågs det lämpligt att de båda syskonskarorna gifte sig, men då Danaos hade anledning att vara hotad av giftermålen gav han döttrarna var sin kniv för att de skulle döda sina män. Detta skedde också på bröllopsnatten med undantag av dottern Hypermestra som skonade sin man Lynceus. 
Lynceus hämnades sina bröder genom att döda Danaos och hans fyrtionio döttrar. Till straff för mordgärningen måste danaiderna i underjorden ständigt ösa vatten i ett kärl med hål i botten - bilden av ett fruktlöst, aldrig avslutat arbete.